# Rusland op het Europees kampioenschap voetbal 2020
Rusland was een van de deelnemende landen aan het Europees kampioenschap voetbal 2020. Het was de twaalfde deelname voor het land. Stanislav Tsjertsjesov was de bondscoach. Rusland werd uitgeschakeld in de groepsfase.

## Kwalificatie

### Kwalificatieduels
|                                                |                                         |         |                                 |                                                                                               |
| 21 maart 2019 «onderlinge duels» 20.45 (UTC+1) | België                                  | 3 − 1   | Rusland                         | Stadion: Koning Boudewijnstadion, Brussel Toeschouwers: 34.245 Scheidsrechter: Ovidiu Haţegan |
| 21 maart 2019 «onderlinge duels» 20.45 (UTC+1) | Tielemans 14' E. Hazard 45' (pen.), 88' | Verslag | 16' Tsjerysjev 18', 90' Golovin | Stadion: Koning Boudewijnstadion, Brussel Toeschouwers: 34.245 Scheidsrechter: Ovidiu Haţegan |
| 21 maart 2019 «onderlinge duels» 20.45 (UTC+1) |                                         |         |                                 | Stadion: Koning Boudewijnstadion, Brussel Toeschouwers: 34.245 Scheidsrechter: Ovidiu Haţegan |
| 21 maart 2019 «onderlinge duels» 20.45 (UTC+1) |                                         |         |                                 | Stadion: Koning Boudewijnstadion, Brussel Toeschouwers: 34.245 Scheidsrechter: Ovidiu Haţegan |
|                                                |                                         |         |                                 |                                                                                               |

|                                                |            |         |                                                         |                                                                                      |
| 24 maart 2019 «onderlinge duels» 20.00 (UTC+6) | Kazachstan | 0 − 4   | Rusland                                                 | Stadion: Astana Arena, Nur-Sultan Toeschouwers: 29.582 Scheidsrechter: Slavko Vinčić |
| 24 maart 2019 «onderlinge duels» 20.00 (UTC+6) |            | Verslag | 19', 45+2' Tsjerysjev 52' Dzjoeba 62' (e.d.) Bejsebekov | Stadion: Astana Arena, Nur-Sultan Toeschouwers: 29.582 Scheidsrechter: Slavko Vinčić |
| 24 maart 2019 «onderlinge duels» 20.00 (UTC+6) |            |         |                                                         | Stadion: Astana Arena, Nur-Sultan Toeschouwers: 29.582 Scheidsrechter: Slavko Vinčić |
| 24 maart 2019 «onderlinge duels» 20.00 (UTC+6) |            |         |                                                         | Stadion: Astana Arena, Nur-Sultan Toeschouwers: 29.582 Scheidsrechter: Slavko Vinčić |
|                                                |            |         |                                                         |                                                                                      |

|                                              | |         |            |                                                                                         |
| 8 juni 2019 «onderlinge duels» 19.00 (UTC+3) | Rusland                                                                                                 | 9 − 0   | San Marino | Stadion: Mordovia Arena, Saransk Toeschouwers: 42.241 Scheidsrechter: Mohammed Al-Hakim |
| 8 juni 2019 «onderlinge duels» 19.00 (UTC+3) | Cevoli 25' (e.d.) Dzjoeba 31' (pen.), 73', 76', 88' Koedrjasjov 36' An. Mirantsjoek 41' Smolov 77', 83' | Verslag |            | Stadion: Mordovia Arena, Saransk Toeschouwers: 42.241 Scheidsrechter: Mohammed Al-Hakim |
| 8 juni 2019 «onderlinge duels» 19.00 (UTC+3) | |         |            | Stadion: Mordovia Arena, Saransk Toeschouwers: 42.241 Scheidsrechter: Mohammed Al-Hakim |
| 8 juni 2019 «onderlinge duels» 19.00 (UTC+3) | |         |            | Stadion: Mordovia Arena, Saransk Toeschouwers: 42.241 Scheidsrechter: Mohammed Al-Hakim |
|                                              | |         |            |                                                                                         |

|                                               |           |         |        | |
| 11 juni 2019 «onderlinge duels» 21.45 (UTC+3) | Rusland   | 1 − 0   | Cyprus | Stadion: Stadion Nizjni Novgorod, Nizjni Novgorod Toeschouwers: 42.228 Scheidsrechter: Marco Di Bello |
| 11 juni 2019 «onderlinge duels» 21.45 (UTC+3) | Ionov 38' | Verslag |        | Stadion: Stadion Nizjni Novgorod, Nizjni Novgorod Toeschouwers: 42.228 Scheidsrechter: Marco Di Bello |
| 11 juni 2019 «onderlinge duels» 21.45 (UTC+3) |           |         |        | Stadion: Stadion Nizjni Novgorod, Nizjni Novgorod Toeschouwers: 42.228 Scheidsrechter: Marco Di Bello |
| 11 juni 2019 «onderlinge duels» 21.45 (UTC+3) |           |         |        | Stadion: Stadion Nizjni Novgorod, Nizjni Novgorod Toeschouwers: 42.228 Scheidsrechter: Marco Di Bello |
|                                               |           |         |        | |

|                                                   |            |         |                                  |                                                                                             |
| 6 september 2019 «onderlinge duels» 19.45 (UTC+1) | Schotland  | 1 − 2   | Rusland                          | Stadion: Hampden Park, Glasgow Toeschouwers: 32.432 Scheidsrechter: Anastasios Sidiropoulos |
| 6 september 2019 «onderlinge duels» 19.45 (UTC+1) | McGinn 11' | Verslag | 40' Dzjoeba 59' (e.d.) O'Donnell | Stadion: Hampden Park, Glasgow Toeschouwers: 32.432 Scheidsrechter: Anastasios Sidiropoulos |
| 6 september 2019 «onderlinge duels» 19.45 (UTC+1) |            |         |                                  | Stadion: Hampden Park, Glasgow Toeschouwers: 32.432 Scheidsrechter: Anastasios Sidiropoulos |
| 6 september 2019 «onderlinge duels» 19.45 (UTC+1) |            |         |                                  | Stadion: Hampden Park, Glasgow Toeschouwers: 32.432 Scheidsrechter: Anastasios Sidiropoulos |
|                                                   |            |         |                                  |                                                                                             |

|                                                   |               |         |            |                                                                                                 |
| 9 september 2019 «onderlinge duels» 20.45 (UTC+2) | Rusland       | 1 − 0   | Kazachstan | Stadion: Stadion Kaliningrad, Kaliningrad Toeschouwers: 31.818 Scheidsrechter: Nikola Dabanović |
| 9 september 2019 «onderlinge duels» 20.45 (UTC+2) | Fernandes 89' | Verslag |            | Stadion: Stadion Kaliningrad, Kaliningrad Toeschouwers: 31.818 Scheidsrechter: Nikola Dabanović |
| 9 september 2019 «onderlinge duels» 20.45 (UTC+2) |               |         |            | Stadion: Stadion Kaliningrad, Kaliningrad Toeschouwers: 31.818 Scheidsrechter: Nikola Dabanović |
| 9 september 2019 «onderlinge duels» 20.45 (UTC+2) |               |         |            | Stadion: Stadion Kaliningrad, Kaliningrad Toeschouwers: 31.818 Scheidsrechter: Nikola Dabanović |
|                                                   |               |         |            |                                                                                                 |

|                                                  |                                          |         |           |                                                                                                |
| 10 oktober 2019 «onderlinge duels» 21.45 (UTC+3) | Rusland                                  | 4 − 0   | Schotland | Stadion: Olympisch Stadion Loezjniki, Moskou Toeschouwers: 65.703 Scheidsrechter: Jakob Kehlet |
| 10 oktober 2019 «onderlinge duels» 21.45 (UTC+3) | Dzjoeba 57', 70' Ozdojev 60' Golovin 84' | Verslag |           | Stadion: Olympisch Stadion Loezjniki, Moskou Toeschouwers: 65.703 Scheidsrechter: Jakob Kehlet |
| 10 oktober 2019 «onderlinge duels» 21.45 (UTC+3) |                                          |         |           | Stadion: Olympisch Stadion Loezjniki, Moskou Toeschouwers: 65.703 Scheidsrechter: Jakob Kehlet |
| 10 oktober 2019 «onderlinge duels» 21.45 (UTC+3) |                                          |         |           | Stadion: Olympisch Stadion Loezjniki, Moskou Toeschouwers: 65.703 Scheidsrechter: Jakob Kehlet |
|                                                  |                                          |         |           |                                                                                                |

|                                                  |            |         |                                                          |                                                                                   |
| 13 oktober 2019 «onderlinge duels» 19.00 (UTC+3) | Cyprus     | 0 − 5   | Rusland                                                  | Stadion: GSP-stadion, Nicosia Toeschouwers: 9.439 Scheidsrechter: Srđan Jovanović |
| 13 oktober 2019 «onderlinge duels» 19.00 (UTC+3) | Laifis 27' | Verslag | 9', 90+2' Tsjerysjev 23' Ozdojev 79' Dzjoeba 89' Golovin | Stadion: GSP-stadion, Nicosia Toeschouwers: 9.439 Scheidsrechter: Srđan Jovanović |
| 13 oktober 2019 «onderlinge duels» 19.00 (UTC+3) |            |         |                                                          | Stadion: GSP-stadion, Nicosia Toeschouwers: 9.439 Scheidsrechter: Srđan Jovanović |
| 13 oktober 2019 «onderlinge duels» 19.00 (UTC+3) |            |         |                                                          | Stadion: GSP-stadion, Nicosia Toeschouwers: 9.439 Scheidsrechter: Srđan Jovanović |
|                                                  |            |         |                                                          |                                                                                   |

|                                                   |              |         |                                                | |
| 16 november 2019 «onderlinge duels» 20.00 (UTC+3) | Rusland      | 1 − 4   | België                                         | Stadion: Krestovskistadion, Sint-Petersburg Toeschouwers: 53.317 Scheidsrechter: Artur Soares Dias |
| 16 november 2019 «onderlinge duels» 20.00 (UTC+3) | Dzjikija 79' | Verslag | 19' T. Hazard 33', 40' E. Hazard 72' R. Lukaku | Stadion: Krestovskistadion, Sint-Petersburg Toeschouwers: 53.317 Scheidsrechter: Artur Soares Dias |
| 16 november 2019 «onderlinge duels» 20.00 (UTC+3) |              |         |                                                | Stadion: Krestovskistadion, Sint-Petersburg Toeschouwers: 53.317 Scheidsrechter: Artur Soares Dias |
| 16 november 2019 «onderlinge duels» 20.00 (UTC+3) |              |         |                                                | Stadion: Krestovskistadion, Sint-Petersburg Toeschouwers: 53.317 Scheidsrechter: Artur Soares Dias |
|                                                   |              |         |                                                | |

|                                                   |            |         |                                                                        |                                                                                            |
| 19 november 2019 «onderlinge duels» 20.45 (UTC+1) | San Marino | 0 − 5   | Rusland                                                                | Stadion: Stadio Olimpico, Serravalle Toeschouwers: 1.604 Scheidsrechter: Þorvaldur Árnason |
| 19 november 2019 «onderlinge duels» 20.45 (UTC+1) |            | Verslag | 3' Koezjajev 19' Petrov 49' Al. Mirantsjoek 56' Ionov 78' Komlitsjenko | Stadion: Stadio Olimpico, Serravalle Toeschouwers: 1.604 Scheidsrechter: Þorvaldur Árnason |
| 19 november 2019 «onderlinge duels» 20.45 (UTC+1) |            |         |                                                                        | Stadion: Stadio Olimpico, Serravalle Toeschouwers: 1.604 Scheidsrechter: Þorvaldur Árnason |
| 19 november 2019 «onderlinge duels» 20.45 (UTC+1) |            |         |                                                                        | Stadion: Stadio Olimpico, Serravalle Toeschouwers: 1.604 Scheidsrechter: Þorvaldur Árnason |
|                                                   |            |         |                                                                        |                                                                                            |

### Eindstand groep I
| Nr. | Land       | GW | W  | G | V  | DV | DT | DS  | Ptn |
| --- | ---------- | -- | -- | - | -- | -- | -- | --- | --- |
| 1   | België     | 10 | 10 | 0 | 0  | 40 | 3  | +37 | 30  |
| 2   | Rusland    | 10 | 8  | 0 | 2  | 33 | 8  | +25 | 24  |
| 3   | Schotland  | 10 | 5  | 0 | 5  | 16 | 19 | -3  | 15  |
| 4   | Cyprus     | 10 | 3  | 1 | 6  | 15 | 20 | -5  | 10  |
| 5   | Kazachstan | 10 | 3  | 1 | 6  | 13 | 17 | -4  | 10  |
| 6   | San Marino | 10 | 0  | 0 | 10 | 4  | 36 | -32 | 0   |

## EK-voorbereiding

### Wedstrijden
|                                              |              |       |               |                                                      |
| 1 juni 2021 «onderlinge duels» 20.45 (UTC+2) | Polen        | 1 – 1 | Rusland       | Stadion Miejski, Wrocław Scheidsrechter: Marco Guida |
| 1 juni 2021 «onderlinge duels» 20.45 (UTC+2) | Świerczok 4' |       | 21' Karavajev | Stadion Miejski, Wrocław Scheidsrechter: Marco Guida |

|                                              |                    |       |           |                                                     |
| 5 juni 2021 «onderlinge duels» 19:00 (UTC+3) | Rusland            | 1 – 0 | Bulgarije | VTB Arena, Moskou Scheidsrechter: Aleksej Koelbakov |
| 5 juni 2021 «onderlinge duels» 19:00 (UTC+3) | Sobolev 84' (pen.) |       |           | VTB Arena, Moskou Scheidsrechter: Aleksej Koelbakov |

## Het Europees kampioenschap
De loting vond plaats op 30 november 2019 in Boekarest. Rusland werd ondergebracht in groep B, samen met België, Denemarken en Finland.

### Uitrustingen
Sportmerk: adidas
| Thuis | Uit | Doelman |

### Selectie en statistieken
| Nr. | Naam                  | Geboortedatum | GW |   |   |   |   |   |   | Club                  | Positie(s) |
| --- | --------------------- | ------------- | -- | - | - | - | - | - | - | --------------------- | ---------- |
| 1   | Anton Sjoenin         | 27-01-1987    | 1  | 0 | 0 | 0 | 0 | 0 | 0 | Dinamo Moskou         | GK         |
| 2   | Mário Fernandes       | 19-09-1990    | 3  | 0 | 0 | 0 | 0 | 0 | 1 | CSKA Moskou           | RB         |
| 3   | Igor Divejev          | 27-09-1999    | 3  | 0 | 1 | 0 | 0 | 1 | 0 | CSKA Moskou           | CB         |
| 4   | Vjatsjeslav Karavajev | 20-05-1995    | 3  | 0 | 0 | 0 | 0 | 3 | 0 | Zenit Sint-Petersburg | RB         |
| 5   | Andrej Semjonov       | 24-03-1989    | 1  | 0 | 0 | 0 | 0 | 0 | 0 | Achmat Grozny         | CB         |
| 6   | Denis Tsjerysjev      | 26-12-1990    | 1  | 0 | 0 | 0 | 0 | 1 | 1 | Valencia CF           | LW         |
| 7   | Magomed Ozdojev       | 05-11-1992    | 3  | 0 | 1 | 0 | 0 | 0 | 2 | Zenit Sint-Petersburg | CM         |
| 8   | Dmitri Barinov        | 11-09-1996    | 2  | 0 | 1 | 0 | 0 | 0 | 1 | Lokomotiv Moskou      | DM         |
| 9   | Aleksandr Sobolev     | 07-03-1997    | 2  | 0 | 0 | 0 | 0 | 2 | 0 | Spartak Moskou        | CF         |
| 10  | Anton Zabolotni       | 13-06-1991    | 0  | 0 | 0 | 0 | 0 | 0 | 0 | PFK Sotsji            | CF         |
| 11  | Roman Zobnin          | 11-02-1994    | 3  | 0 | 0 | 0 | 0 | 0 | 1 | Spartak Moskou        | CM         |
| 12  | Joeri Djoepin         | 17-03-1988    | 0  | 0 | 0 | 0 | 0 | 0 | 0 | Roebin Kazan          | GK         |
| 13  | Fjodor Koedrjasjov    | 05-04-1987    | 1  | 0 | 1 | 0 | 0 | 0 | 1 | Antalyaspor           | LB         |
| 14  | Georgi Dzjikija       | 21-11-1993    | 3  | 0 | 1 | 0 | 0 | 0 | 0 | Spartak Moskou        | CB         |
| 15  | Aleksej Mirantsjoek   | 17-10-1995    | 3  | 1 | 0 | 0 | 0 | 1 | 2 | Atalanta Bergamo      | AM         |
| 16  | Matvej Safonov        | 25-02-1999    | 2  | 0 | 0 | 0 | 0 | 0 | 0 | FK Krasnodar          | GK         |
| 17  | Aleksandr Golovin     | 30-05-1996    | 3  | 0 | 0 | 0 | 0 | 0 | 0 | AS Monaco             | AM         |
| 18  | Joeri Zjirkov         | 20-08-1983    | 1  | 0 | 0 | 0 | 0 | 0 | 1 | Zenit Sint-Petersburg | LB         |
| 19  | Rifat Zjemaletdinov   | 20-09-1996    | 2  | 0 | 0 | 0 | 0 | 2 | 0 | Lokomotiv Moskou      | RW         |
| 20  | Aleksej Ionov         | 18-02-1989    | 0  | 0 | 0 | 0 | 0 | 0 | 0 | FK Krasnodar          | RW         |
| 21  | Daniil Fomin          | 02-03-1997    | 0  | 0 | 0 | 0 | 0 | 0 | 0 | Dinamo Moskou         | DM         |
| 22  | Artjom Dzjoeba        | 22-08-1988    | 3  | 1 | 0 | 0 | 0 | 0 | 1 | Zenit Sint-Petersburg | CF         |
| 23  | Daler Koezjajev       | 15-01-1993    | 3  | 0 | 0 | 0 | 0 | 0 | 2 | Zenit Sint-Petersburg | CM         |
| 24  | Roman Jevgenijev      | 23-02-1999    | 0  | 0 | 0 | 0 | 0 | 0 | 0 | Dinamo Moskou         | CB         |
| 25  | Denis Makarov         | 18-02-1998    | 0  | 0 | 0 | 0 | 0 | 0 | 0 | Roebin Kazan          | RM         |
| 26  | Maksim Moekin         | 04-11-2001    | 3  | 0 | 0 | 0 | 0 | 3 | 0 | Lokomotiv Moskou      | DM         |

### Wedstrijden
| Nr. | Land       | GW | W | G | V | DV | DT | DS | Ptn |
| --- | ---------- | -- | - | - | - | -- | -- | -- | --- |
| 1   | België     | 3  | 3 | 0 | 0 | 7  | 1  | +6 | 9   |
| 2   | Denemarken | 3  | 1 | 0 | 2 | 5  | 4  | +1 | 3   |
| 3   | Finland    | 3  | 1 | 0 | 2 | 1  | 3  | -2 | 3   |
| 4   | Rusland    | 3  | 1 | 0 | 2 | 2  | 7  | -5 | 3   |

#### Groepsfase
|                                               |                                |         |         |                                                                                             |
| 12 juni 2021 «onderlinge duels» 22:00 (UTC+3) | België                         | 3 – 0   | Rusland | Krestovskistadion, Sint-Petersburg Toeschouwers: 26.264 Scheidsrechter: Antonio Mateu Lahoz |
| 12 juni 2021 «onderlinge duels» 22:00 (UTC+3) | R. Lukaku 10', 88' Meunier 34' | Verslag |         | Krestovskistadion, Sint-Petersburg Toeschouwers: 26.264 Scheidsrechter: Antonio Mateu Lahoz |

|                                               |         |                       |         |                                                                                        |
| 16 juni 2021 «onderlinge duels» 16:00 (UTC+3) | Finland | 0 – 1                 | Rusland | Krestovskistadion, Sint-Petersburg Toeschouwers: 24.540 Scheidsrechter: Danny Makkelie |
| 16 juni 2021 «onderlinge duels» 16:00 (UTC+3) |         | 45+2' Al. Mirantsjoek |         | Krestovskistadion, Sint-Petersburg Toeschouwers: 24.540 Scheidsrechter: Danny Makkelie |

|                                               |                    |       |                                                     |                                                                        |
| 21 juni 2021 «onderlinge duels» 21:00 (UTC+2) | Rusland            | 1 – 4 | Denemarken                                          | Parken, Kopenhagen Toeschouwers: 23.644 Scheidsrechter: Clément Turpin |
| 21 juni 2021 «onderlinge duels» 21:00 (UTC+2) | Dzjoeba 70' (pen.) |       | 38' Damsgaard 59' Poulsen 79' Christensen 82' Mæhle | Parken, Kopenhagen Toeschouwers: 23.644 Scheidsrechter: Clément Turpin |

RFS · A-internationals · Bondscoaches · Selecties · Statistieken · Russisch vrouwenelftal · Rusland U21 · Rusland U20 · Rusland U19 · Rusland U18 · Rusland U17 · Rusland U16
1912 – 1914 · 
1992 – 1999 · 
2000 – 2009 · 
2010 – 2019 ·
2020 − 2029
EK 1992** · 
EK 1996 · 
EK 2004 · 
EK 2008 · 
EK 2012 · 
EK 2016 · 
EK 2020
WK 1994 · 
WK 1998 · 
WK 2002 · 
WK 2006 · 
WK 2010 · 
WK 2014 · 
WK 2018
OS 1912
1912 · 
1913 · 
1914 · 
1915–1991 · 
1992 · 
1993 · 
1994 · 
1995 · 
1996 · 
1997 · 
1998 · 
1999 · 
2000 · 
2001 · 
2002 · 
2003 · 
2004 · 
2005 · 
2006 · 
2007 · 
2008 · 
2009 · 
2010 · 
2011 · 
2012 · 
2013 · 
2014 · 
2015 · 
2016 · 
2017 · 
2018 ·
2019 ·
2020 ·
2021 ·
2022 ·
2023 ·
2024 ·
2025
Albanië ·
Algerije ·
Andorra · 
Argentinië ·
Armenië · 
Azerbeidzjan · 
België ·
Bolivia · 
Brazilië ·
Brunei ·
Bulgarije · 
Chili ·
Costa Rica ·
Cuba ·
Cyprus · 
Denemarken · 
Duitsland · 
Egypte ·
Engeland ·
El Salvador ·
Estland · 
Faeröer · 
 Finland · 
Frankrijk · 
Georgië · 
Ghana ·
Grenada ·
Griekenland · 
Hongarije ·
Ierland ·
IJsland ·
Irak ·
Iran ·
Israël · 
Italië ·
Ivoorkust ·
Japan ·
Joegoslavië ·
Kameroen ·
Kazachstan ·
Kenia ·
Kirgizië ·
Kroatië · 
Letland · 
Liechtenstein · 
Litouwen · 
Luxemburg ·  
Malta ·
Marokko · 
Mexico · 
Moldavië · 
Montenegro · 
Nederland · 
Nieuw-Zeeland ·
Noord-Ierland · 
Noord-Macedonië ·
Noorwegen · 
Oekraïne · 
Oezbekistan ·
Oostenrijk · 
Polen ·
Portugal ·
Qatar · 
Roemenië · 
San Marino · 
Saoedi-Arabië · 
Schotland · 
Servië · 
Slovenië · 
Slowakije · 
Spanje · 
Syrië ·
Tadzjikistan ·
Tsjechië · 
Tunesië ·
Turkije ·
Uruguay · 
Verenigde Arabische Emiraten · 
Verenigde Staten ·
Vietnam  ·
Wales · 
Wit-Rusland ·
Zuid-Korea · 
Zweden · 
Zwitserland
Algerije (2014) · 
België (2014) · 
België (2021) · 
Denemarken (2021) ·
Egypte (2018) ·
Engeland (2016) ·
Finland (2021) ·
Griekenland (2008) ·
Griekenland (2012) ·
Kroatië (2018) ·
Nederland (2008) ·
Polen (2012) ·
Saoedi-Arabië (2018) ·
Slowakije (2016) ·
Spanje (2008, groepsfase) ·
Spanje (2008, halve finale) ·
Spanje (2018) ·
Tsjechië (2012) ·
Uruguay (2018) ·
Wales (2016) ·
Zuid-Korea (2014) ·
Zweden (2008)
** = Onder de naam Gemenebest van Onafhankelijke Staten
1 Sjoenin ·
2 Fernandes ·
3 Divejev ·
4 Karavajev ·
5 Semjonov ·
6 Tsjerysjev ·
7 Ozdojev ·
8 Barinov ·
9 Sobolev ·
10 Zabolotni ·
11 Zobnin ·
12 Djoepin ·
13 Koedrjasjov ·
14 Dzjikija ·
15 Mirantsjoek ·
16 Safonov ·
17 Golovin ·
18 Zjirkov ·
19 Zjemaletdinov ·
20 Ionov ·
21 Fomin ·
22 Dzjoeba  ·
23 Koezjajev ·
24 Jevgenjev ·
25 Makarov ·
26 Moechin ·
Coach: Tsjertsjesov